# Javier Calvo
Francisco Javier Calvo Guirao (Múrcia, 21 de janeiro de 1991), conhecido como Javier Calvo, é um actor, realizador, argumentista e produtor espanhol, que se tornou conhecido pelo papel de Fernando "Fer" Redondo na série de televisão espanhola Física o química (2008-2011). Posteriormente, com o seu companheiro Javier Ambrossi, o casal foi apelidado de "Los Javis" e tem desenvolvido projectos teatrais, cinematográficos e televisivos como La llamada (2017), Paquita Salas (2016-2019), Veneno (2020) e La mesías (2023)

## Vida Pessoal
Francisco Javier Calvo Guirao nasceu em Múrcia a 21 de janeiro de 1991, filho de Javier Calvo Durán e Teresa Guirao.
Começou uma relação amorosa com o também actor Javier Ambrossi em 2010, com o que mais tarde formaria o nome artístico de «Los Javis», após criar vários formatos de grande popularidade.

## Carreira

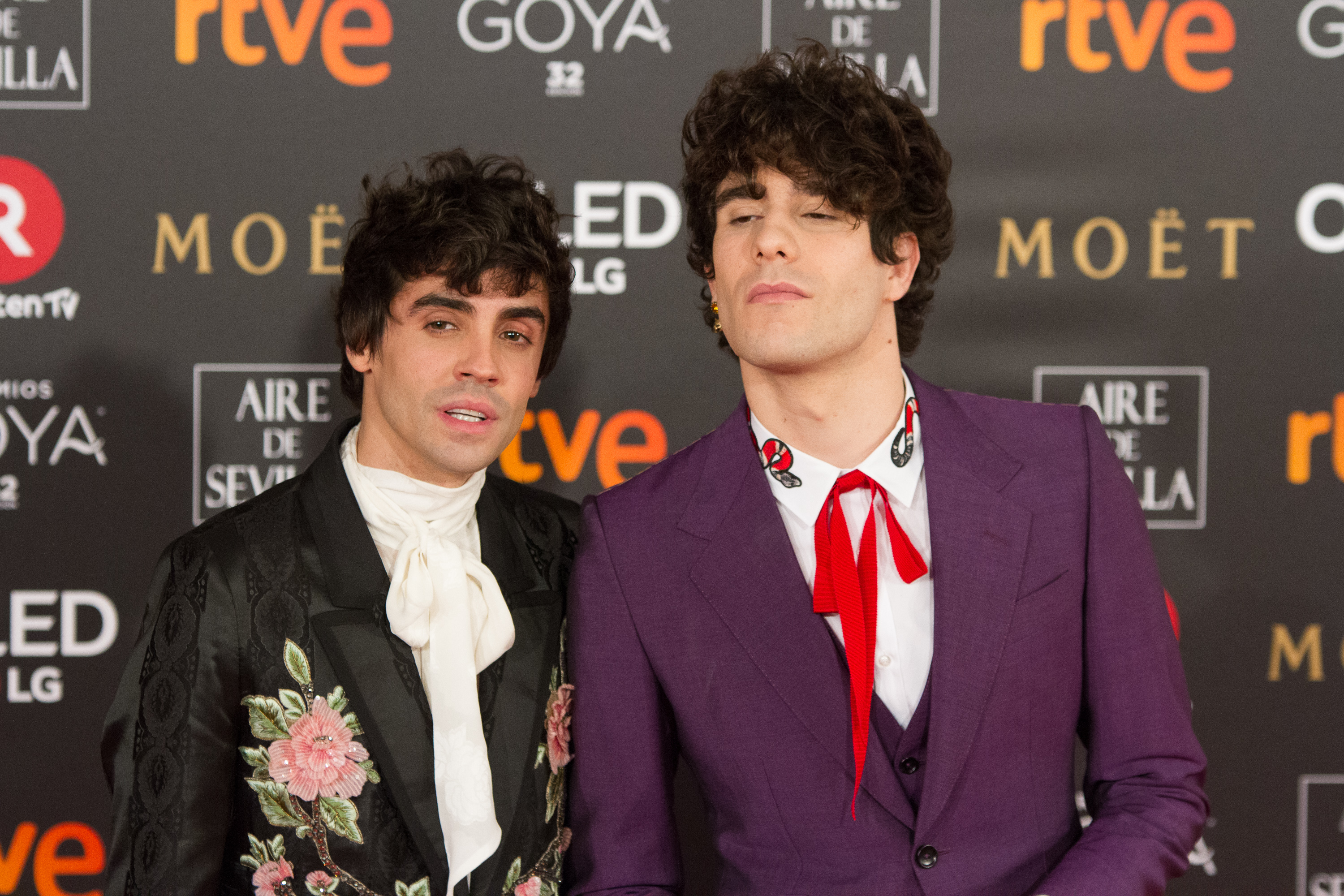
Javier Ambrossi e Javier Calvo nos Prémios Goya de 2018

Iniciou a sua carreira como actor com 11 anos de idade, quando subiu pela primeira vez a um palco e interpretou diversas personagens em obras como El  misterio de Duarte, A través del espejo ou El enfermo imaginario.
Em 2008 obteve seu primeiro papel televisio na série de televisão juvenil da Antena 3 Física o Química, com o papel de Fernando «Fer» Redondo, onde participou durante quatro anos e sete temporadas, obtendo grande popularidade entre o público espanhol.
Posteriormente, participou na webserie de humor Are you app? (2012).
Em 2013 estreou-se como argumentista e realizador ao lado de Javier Ambrossi, com a obra de teatro musical La llamada, que posteriormente se converteu num grande êxito, tanto pelo público como pela crítica. A obra começou como uma representação de pequeno formato no hall do Teatro Lara de Madrid, e ao longo das suas reencenações tem contado no seu elenco com actores e actrizes como Macarena García, Anna Castillo, Belém Custa, Claudia Traisac, Richard Collins-Moore e Graça Olayo, entre outros.
Em 2014 regressou à actuação para realizar pequenas colaborações nas séries Los misterios de Laura da Televisión Españolas e Amar es para siempre da Antena 3.

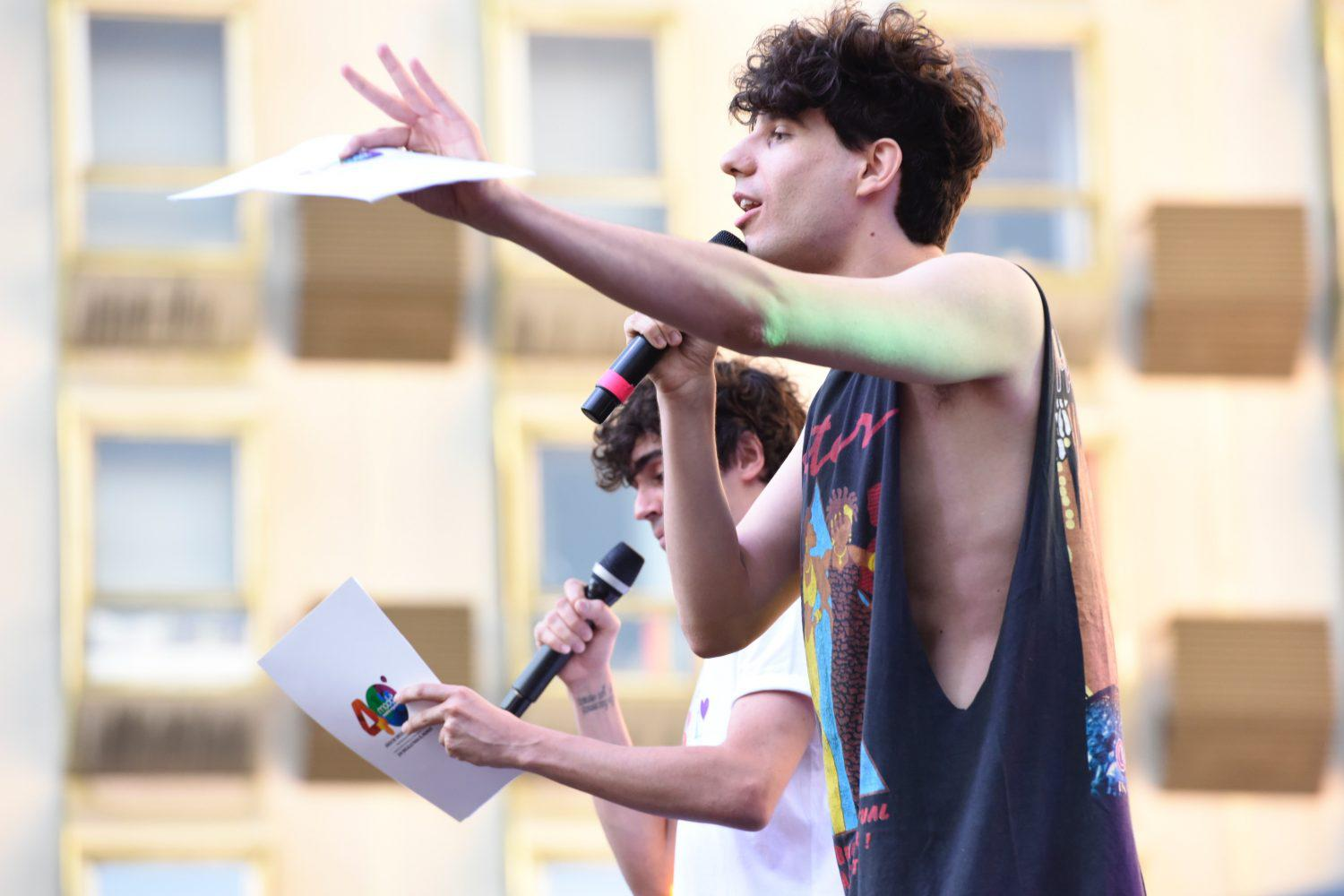
Javier Calvo nas Festas do Orgulho Gay de 2018

Em agosto de 2015, estreou-se na versão mexicana da produção La llamada no teatro López Tarso, e integrou o elenco do filme russo Koridor Bessmertiya (em inglês Convoy 48), onde interpretava um jovem espanhol exilado por causa da Guerra Civil, que apenas estreou em 2019.
Em setembro de 2016 estreou a série cómica de cinco episódios Paquita Salas, a sua primeira webserie como argumentista e realizador, novamenta ao lado de Javier Ambrossi. Apesar de inicialmente ter sido transmitido na plataforma Flooxer, um ano depois, a Netflix adquiriu os direitos da série e anunciou uma segunda e terceira temporada.
Também em 2016, o casal Los Javis começou a filmar a adaptação ao cinema da obra teatral La llamada. O filme estreou em setembro de 2017, obtendo grande sucesso em bilheteira e uma nomeação pela realização nos Prêmios Goya, além de várias nomeações em prêmios distintos como nas Medalhas do Círculo de Escritores Cinematográficos, os Prêmios Feroz e o Festival Latin Beat de Tóquio, entre outros.
Em setembro de 2017, de novo com o seu companheiro Javier Ambrossi, tornou-se professor de interpretação na nona edição do programa Operación Triunfo, coincidindo também com a estreia dos debutantes cantores Amaia Romero e Aitana. Um ano depois, voltaram a colaborar como professores de interpretação no mesmo programa. Posteriormente, em televisão, foram membros do júri do programa de Antena 3 Mask Singer: adivina quién canta, com Malú e José Mota, repetindo o seu papel na segunda edição do concurso. Como júri, em 2021, estreou-se também em Drag Race España.
Em 2020 estreou a série de televisão Veneno, uma série baseada nas memórias de La Veneno, onde realizou os cargos de diretor, roteirista e produtor. A série obteve grande sucesso, recebendo boas críticas em Espanha e no estrangeiro, sendo emitida pela HBO Max, e uma nomeação nos Prêmios Íris.
No dia 28 de junho de 2021, Dia Internacional do Orgulho LGBTI, foi lhe entregue o Reconhecimento Arcoíris, outorgado pelo Ministério de Igualdade de Espanha e a Direcção Geral de Diversidade Sexual e Direitos LGTBI, em reconhecimento à visibilidade LGTBI no âmbito da cultura à série Veneno. Javier Calvo ecolheu o reconhecimento como co-creador da série.

## Filmografía como actor

### Cinema
| Ano  | Título         | Personagem       | Notas            |
| ---- | -------------- | ---------------- | ---------------- |
| 2007 | Doctor Inferno | Bombeiro Johnny  | Papel secundário |
| 2019 | Convoy 48      | Espanhol exilado | Elenco principal |

### Séries de televisão
| Año         | Título                           | Personaje              | Canal          | Notas        |
| ----------- | -------------------------------- | ---------------------- | -------------- | ------------ |
| 2008 - 2011 | Física o Química                 | Fernando «Fer» Redondo | Antena 3       | 77 episodios |
| 2012 - 2013 | Are you APP?                     | Samuel                 | Youtube        | 5 episodios  |
| 2014        | Los misterios de Laura           | Guillermo Vasco        | TVE            | 1 episodio   |
| 2014        | Amar es para siempre             | Celso                  | Antena 3       | 1 episodio   |
| 2018        | Looser                           |                        | Flooxer        | 1 episodio   |
| 2019        | La otra mirada                   | Jorge Merlot           | TVE            | 1 episodio   |
| 2020 - 2021 | Física o químicaː El reencuentro | Fernando «Fer» Redondo | Atresplayer    | 2 episodios  |
| 2022        | Dos años y un día                |                        | Atresplayer    | 1 episodio   |
| 2023        | La Mesías                        | Policía 1              | Movistar Plus+ | 1 episodio   |

### Programa de televisão
| Ano             | Título                           | Canal               | Notas                      |
| --------------- | -------------------------------- | ------------------- | -------------------------- |
| 2015            | Pasapalabra                      | Telecinco           | Concursante                |
| 2017 - 2018     | Operação Triunfo                 | TVE                 | Professor de interpretação |
| 2017 - 2018     | O Chat de OT                     | TVE                 | Colaborador                |
| 2018            | Trabalho temporário              | TVE                 | Participante               |
| 2020 - presente | Mask Singer: adivinha quem canta | Antena 3            | Membro do júri             |
| 2021 - presente | Drag Race Espanha                | Atresplayer Premium | Membro do júri             |
| 2024            | Drag Race Espanha: All Stars     | Atresplayer Premium | Membro do júri             |

## Filmografia como realizador

### Cinema
| Ano  | Título     | Notas                               |
| ---- | ---------- | ----------------------------------- |
| 2017 | La llamada | Realizador, produtor e argumentista |

### Séries de televisão
| Año         | Título                          | Cadena              | Notas                                     |
| ----------- | ------------------------------- | ------------------- | ----------------------------------------- |
| 2016 - 2019 | Paquita Salas                   | Flooxer / Netflix   | Criador, realizador e guionista           |
| 2018        | Looser                          | Flooxer             | Productor executivo                       |
| 2019        | Terror y feria                  | Flooxer             | Productor executivo                       |
| 2020        | Veneno                          | Atresplayer Premium | Criador, realizador e guionista           |
| 2021 - 2023 | Cardo                           | Atresplayer Premium | Productor                                 |
| 2021        | Una Navidad con Samantha Hudson | Atresplayer Premium | Productor                                 |
| 2023        | La Mesías                       | Movistar+           | Criador, produtor, realizador e guionista |
| 2023 - 2024 | Vestidas de azul                | Atresplayer Premium | Productor                                 |
| TBA         | Piraña                          | Atresplayer Premium | Criador                                   |
| TBA         | Mariliendre                     | Atresplayer Premium | Productor                                 |
| TBA         | Superestar                      | Netflix             | Productor                                 |

## Teatro

### Como actor
- Aurora (Diretora: Tamzin Townsend)
- Al sur de Europa. Tiempos difíciles
- Carachina
- La Hipodérmica
- Los que besan bem

### Como diretor de cena
- La llamada (2013-presente) como codirector e coescritor junto a Javier Ambrossi.
- Windsor como codirector e coescritor junto a Javier Ambrossi.
- Miss fogones universal como codirector e coescritor junto a Javier Ambrossi.

## Prêmios e nomeações

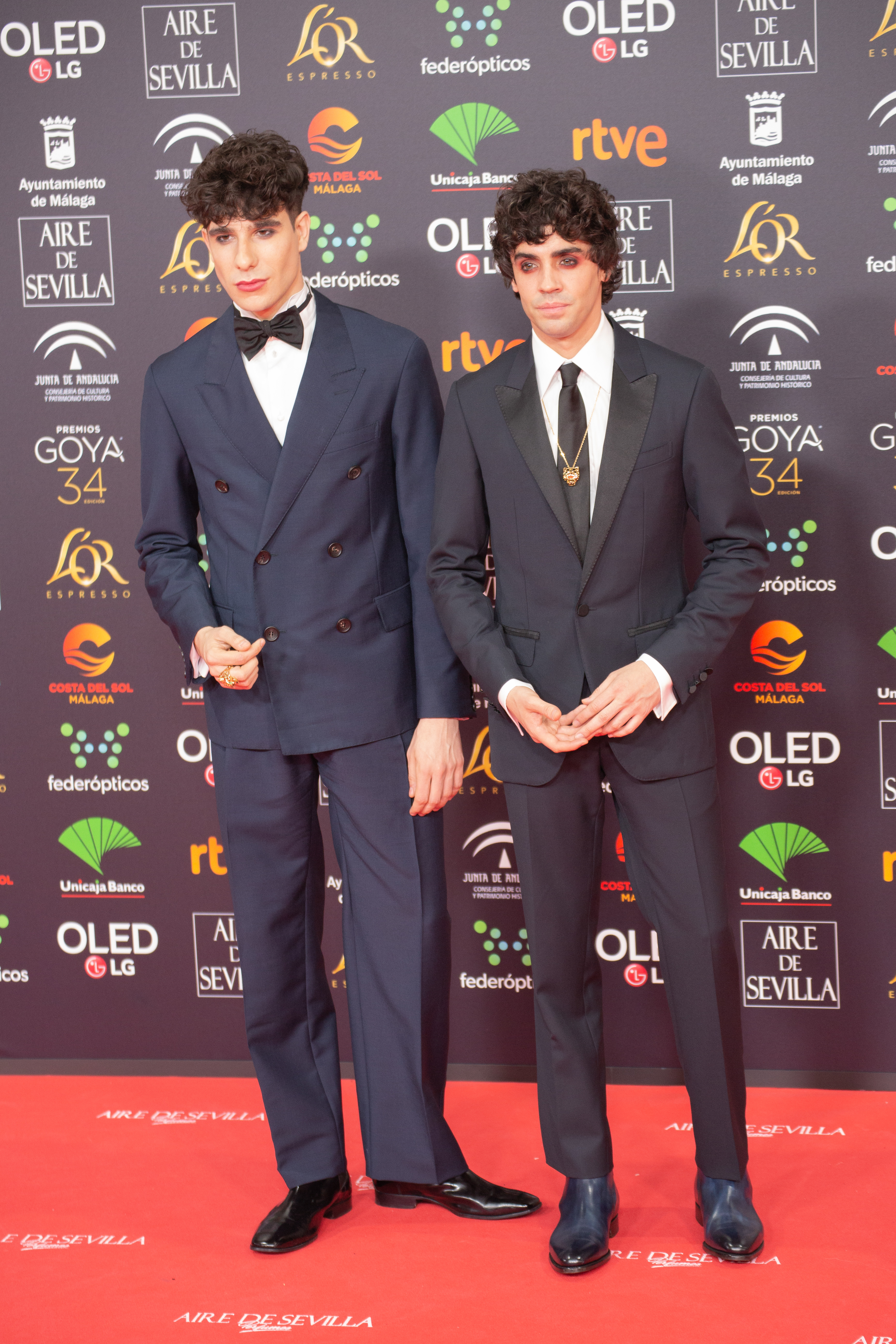
Javier Calvo e Javier Ambrossi nos Prêmios Goya 2020

Prêmios Goya
| Ano  | Categoria                    | Título     | Resultado |
| ---- | ---------------------------- | ---------- | --------- |
| 2017 | Melhor Guião Adaptado        | La llamada | Nomeado   |
| 2017 | Melhor Estreia na Realização | La llamada | Nomeado   |

Prêmios Feroz
| Ano  | Categoria               | Título        | Resultado |
| ---- | ----------------------- | ------------- | --------- |
| 2017 | Melhor série de comédia | Paquita Salas | Vencedor  |
| 2018 | Melhor filme de comédia | La llamada    | Vencedor  |
| 2019 | Melhor série de comédia | Paquita Salas | Nomeado   |
| 2020 | Melhor série de comédia | Paquita Salas | Nomeado   |
| 2024 | Melhor série dramática  | La Mesías     | Vencedor  |
| 2024 | Melhor guião de série   | La Mesías     | Vencedor  |

Medalhas do Círculo de Escritores Cinematográficos
| Ano  | Categoria                | Título     | Resultado |
| ---- | ------------------------ | ---------- | --------- |
| 2017 | Melhor guião adaptado    | La llamada | Nomeado   |
| 2017 | Melhor diretor revelação | La llamada | Nomeado   |

Prêmios Fotogramas de Prata
| Ano  | Categoria                                 | Título     | Resultado |
| ---- | ----------------------------------------- | ---------- | --------- |
| 2017 | Melhor filme espanhol segundo os leitores | La llamada | Vencedor  |

Prêmios Ondas
| Ano  | Categoria                                 | Título        | Resultado |
| ---- | ----------------------------------------- | ------------- | --------- |
| 2017 | Melhor série de ficção de emissão digital | Paquita Salas | Vencedor  |

Prêmios Íris
| Ano  | Categoria       | Título        | Resultado |
| ---- | --------------- | ------------- | --------- |
| 2020 | Melhor direcção | Paquita Salas | Nomeado   |
| 2020 | Melhor guião    | Paquita Salas | Nomeado   |
| 2021 | Melhor direcção | Veneno        | Vencedor  |